# 约翰·J·德吉奥亚
约翰·J·德吉奥亚（英語： 1957年—），美国乔治城大学第四十八任校长（自2001年7月21日）。德吉奥亚是乔治城大学哲学系的一名教师。在他任校长期间，乔治城大学获得了其有史以来最大捐款。2011年11月，德吉奥亚曾与美国副总统拜登前往中国观看乔治敦大学队在中国的篮球比赛。